# Artak Tigranian
Artak (imię świeckie Gegham Tigranian, ur. 12 kwietnia 1971 w Dimitrowie) – duchowny Apostolskiego Kościoła Ormiańskiego, od 2010 biskup pomocniczy Eczmiadzyna. 

## Życiorys
Święcenia kapłańskie przyjął 23 lipca 1995. Sakrę biskupią otrzymał 18 kwietnia 2010. Obecnie jest odpowiedzialny za nadzór nad monasterami Kościoła ormiańskiego.